# Кабинет Каарло Кастрена
Кабинет Каарло Кастрена — правительство Финляндии, которое функционировало под председательством Каарло Кастрена.
Правительство К.Кастрена было сформировано по итогам досрочных парламентских выборов 1919, на которых победу одержала социал-демократическая партия, получившая 80 из 200 мест в парламенте Финляндии. Правительство К.Кастрена было коалиционным правительством меньшинства, в него входили представители партий партии Национальной коалиции, шведской народной партии и Аграрной лиги. Правительство К.Кастрена располагало поддержкой 90 из 200 депутатов Эдускунты и находилось у власти с 17 апреля 1919 по 15 августа 1919 (121 день).
| Министры                                                | Период пребывания в должности                                     | Партийная принадлежность          |
| ------------------------------------------------------- | ----------------------------------------------------------------- | --------------------------------- |
| Премьер-министр Кастрен, Каарло                         | 17 апреля 1919 — 15 августа 1919                                  | Национальная коалиция             |
| Министр иностранных дел Энкель, Карл Холсти, Рудольф    | 17 апреля 1919 — 15 августа 1919 28 апреля 1919 — 15 августа 1919 | Независимый Национальная коалиция |
| Министр юстиции Сёдерхольм, Карл                        | 17 апреля 1919 — 15 августа 1919                                  | Шведская народная партия          |
| Военный министр Вальден, Рудольф                        | 17 апреля 1919 — 15 августа 1919                                  | Независимый                       |
| Министр внутренних дел Восс-Шрадер, Карл                | 17 апреля 1919 — 15 августа 1919                                  | Независимый                       |
| Министр финансов Рамсей, Август                         | 17 апреля 1919 — 15 августа 1919                                  | Шведская народная партия          |
| Министр образования и вероисповеданий Сойнинен, Микаэль | 17 апреля 1919 — 15 августа 1919                                  | Национальная коалиция             |
| Министр сельского хозяйства Каллио, Кюёсти              | 17 апреля 1919 — 15 августа 1919                                  | Аграрная лига                     |
| Министр транспорта и общественных работ Эркко, Ээро     | 17 апреля 1919 — 15 августа 1919                                  | Национальная коалиция             |
| Министр торговли и промышленности Веннола, Юхо          | 17 апреля 1919 — 15 августа 1919                                  | Национальная коалиция             |
| Министр социальной защиты Алкио, Сантери                | 17 апреля 1919 — 15 августа 1919                                  | Аграрная лига                     |
| Министр продовольственного снабжения Коллан, Микко      | 17 апреля 1919 — 15 августа 1919                                  | Национальная коалиция             |
| Министр без портфеля Луопаярви, Микко                   | 17 апреля 1919 — 15 августа 1919                                  | Аграрная лига                     |